# Edmund Holland
Pour les articles homonymes, voir Holland.
Titres
Comte de Kent
7 janvier 1400 – 15 septembre 1408
(8 ans, 8 mois et 8 jours)
Baron Holand (en)
7 janvier 1400 – 15 septembre 1408
(8 ans, 8 mois et 8 jours)
Baron Wake de Liddell
7 janvier 1400 – 15 septembre 1408
(8 ans, 8 mois et 8 jours)
Edmond Holland (6 janvier 1384 – 15 septembre 1408), 4e comte de Kent (1400-1408), est un membre de la famille Holland.

## Biographie
Il est le fils de Thomas Holland, comte de Kent, et d'Alice FitzAlan, fille de Richard Fitzalan. Il hérite du comté de Kent à l'exécution de son frère Thomas, le 7 janvier 1400.
Il a une liaison avec Constance d'York, fille d'Edmond de Langley (1374 † 1416), duc d'York, et veuve de Thomas le Despenser, comte de Gloucester. Il leur naît en 1406 une fille, Éléonore, qui épousa James Tuchet, 5e baron Audley.
Il épouse, le 24 janvier 1407 à la cathédrale de Southwark, Lucia Visconti, fille du seigneur de Milan Barnabé Visconti et de Reine della Scala.
Il meurt en 1408, lors de l'attaque de Bréhat par les troupes anglaises qu'il dirige. Il est enterré sur l'île Lavrec.

## Arbre généalogique
|  |  |                                  |                                  |                                  |                                  | Richard FitzAlan comte d'Arundel | Richard FitzAlan comte d'Arundel | Richard FitzAlan comte d'Arundel | Richard FitzAlan comte d'Arundel | Richard FitzAlan comte d'Arundel | Richard FitzAlan comte d'Arundel |                              |                              |                              |                              | Thomas Holland comte de Kent | Thomas Holland comte de Kent | Thomas Holland comte de Kent | Thomas Holland comte de Kent | Thomas Holland comte de Kent | Thomas Holland comte de Kent |                              |                              |  |  |                           |                           | Jeanne comtesse de Kent   | Jeanne comtesse de Kent   | Jeanne comtesse de Kent   | Jeanne comtesse de Kent   | Jeanne comtesse de Kent | Jeanne comtesse de Kent |                             |                             |                             |                             |                             |                             | Édouard le Prince Noir | Édouard le Prince Noir | Édouard le Prince Noir | Édouard le Prince Noir | Édouard le Prince Noir | Édouard le Prince Noir |  |  |
|  |  |                                  |                                  |                                  |                                  | Richard FitzAlan comte d'Arundel | Richard FitzAlan comte d'Arundel | Richard FitzAlan comte d'Arundel | Richard FitzAlan comte d'Arundel | Richard FitzAlan comte d'Arundel | Richard FitzAlan comte d'Arundel |                              |                              |                              |                              | Thomas Holland comte de Kent | Thomas Holland comte de Kent | Thomas Holland comte de Kent | Thomas Holland comte de Kent | Thomas Holland comte de Kent | Thomas Holland comte de Kent |                              |                              |  |  |                           |                           | Jeanne comtesse de Kent   | Jeanne comtesse de Kent   | Jeanne comtesse de Kent   | Jeanne comtesse de Kent   | Jeanne comtesse de Kent | Jeanne comtesse de Kent |                             |                             |                             |                             |                             |                             | Édouard le Prince Noir | Édouard le Prince Noir | Édouard le Prince Noir | Édouard le Prince Noir | Édouard le Prince Noir | Édouard le Prince Noir |  |  |
|  |  |                                  |                                  |                                  |                                  |                                  |                                  |                                  |                                  |                                  |                                  |                              |                              |                              |                              |                              |                              |                              |                              |                              |                              |                              |                              |  |  |                           |                           |                           |                           |                           |                           |                         |                         |                             |                             |                             |                             |                             |                             |                        |                        |                        |                        |                        |                        |  |  |
|  |  |                                  |                                  |                                  |                                  |                                  |                                  |                                  |                                  |                                  |                                  |                              |                              |                              |                              |                              |                              |                              |                              |                              |                              |                              |                              |  |  |                           |                           |                           |                           |                           |                           |                         |                         |                             |                             |                             |                             |                             |                             |                        |                        |                        |                        |                        |                        |  |  |
|  |  | Richard FitzAlan comte d'Arundel | Richard FitzAlan comte d'Arundel | Richard FitzAlan comte d'Arundel | Richard FitzAlan comte d'Arundel | Richard FitzAlan comte d'Arundel | Richard FitzAlan comte d'Arundel |                                  |                                  | Alice FitzAlan                   | Alice FitzAlan                   | Alice FitzAlan               | Alice FitzAlan               | Alice FitzAlan               | Alice FitzAlan               |                              |                              | Thomas Holland comte de Kent | Thomas Holland comte de Kent | Thomas Holland comte de Kent | Thomas Holland comte de Kent | Thomas Holland comte de Kent | Thomas Holland comte de Kent |  |  | Jean Holland duc d'Exeter | Jean Holland duc d'Exeter | Jean Holland duc d'Exeter | Jean Holland duc d'Exeter | Jean Holland duc d'Exeter | Jean Holland duc d'Exeter |                         |                         | Richard II roi d'Angleterre | Richard II roi d'Angleterre | Richard II roi d'Angleterre | Richard II roi d'Angleterre | Richard II roi d'Angleterre | Richard II roi d'Angleterre |                        |                        |                        |                        |                        |                        |  |  |
|  |  | Richard FitzAlan comte d'Arundel | Richard FitzAlan comte d'Arundel | Richard FitzAlan comte d'Arundel | Richard FitzAlan comte d'Arundel | Richard FitzAlan comte d'Arundel | Richard FitzAlan comte d'Arundel |                                  |                                  | Alice FitzAlan                   | Alice FitzAlan                   | Alice FitzAlan               | Alice FitzAlan               | Alice FitzAlan               | Alice FitzAlan               |                              |                              | Thomas Holland comte de Kent | Thomas Holland comte de Kent | Thomas Holland comte de Kent | Thomas Holland comte de Kent | Thomas Holland comte de Kent | Thomas Holland comte de Kent |  |  | Jean Holland duc d'Exeter | Jean Holland duc d'Exeter | Jean Holland duc d'Exeter | Jean Holland duc d'Exeter | Jean Holland duc d'Exeter | Jean Holland duc d'Exeter |                         |                         | Richard II roi d'Angleterre | Richard II roi d'Angleterre | Richard II roi d'Angleterre | Richard II roi d'Angleterre | Richard II roi d'Angleterre | Richard II roi d'Angleterre |                        |                        |                        |                        |                        |                        |  |  |
|  |  |                                  |                                  |                                  |                                  |                                  |                                  |                                  |                                  |                                  |                                  |                              |                              |                              |                              |                              |                              |                              |                              |                              |                              |                              |                              |  |  |                           |                           |                           |                           |                           |                           |                         |                         |                             |                             |                             |                             |                             |                             |                        |                        |                        |                        |                        |                        |  |  |
|  |  |                                  |                                  |                                  |                                  |                                  |                                  |                                  |                                  |                                  |                                  |                              |                              |                              |                              |                              |                              |                              |                              |                              |                              |                              |                              |  |  |                           |                           |                           |                           |                           |                           |                         |                         |                             |                             |                             |                             |                             |                             |                        |                        |                        |                        |                        |                        |  |  |
|  |  |                                  |                                  |                                  |                                  |                                  |                                  |                                  |                                  | Thomas Holland duc de Surrey     | Thomas Holland duc de Surrey     | Thomas Holland duc de Surrey | Thomas Holland duc de Surrey | Thomas Holland duc de Surrey | Thomas Holland duc de Surrey |                              |                              | Edmond Holland comte de Kent | Edmond Holland comte de Kent | Edmond Holland comte de Kent | Edmond Holland comte de Kent | Edmond Holland comte de Kent | Edmond Holland comte de Kent |  |  |                           |                           |                           |                           |                           |                           |                         |                         |                             |                             |                             |                             |                             |                             |                        |                        |                        |                        |                        |                        |  |  |

## Source
- (en) Cet article est partiellement ou en totalité issu de l’article de Wikipédia en anglais intitulé « Edmund Holland, 4th Earl of Kent » (voir la liste des auteurs).
- Alison Weir. Britain's Royal Family: A Complete Genealogy. London, The Bodley Head, 1999, p. 111.